# أمالغا (يوتا)
أمالغا (بالإنجليزية: Amalga, Utah) هي بلدة تقع في مقاطعة كاش، يوتا بولاية يوتا في الولايات المتحدة. تأسست عام 1860، تبلغ مساحتها 9.1 (كم²)، وترتفع عن سطح البحر 1353 م، بلغ عدد سكانها 497 نسمة في عام 2012 حسب إحصاء مكتب تعداد الولايات المتحدة وتصل الكثافة السكانية فيها 48.9 نسمة/كم2.

## التركيبة السكانية
حدّد مكتب تعداد الولايات المتحدة بيانات التركيبة السكانية لأمالغا في تعداد الولايات المتحدة. في ما يلي، التركيبة السكانية حسب تعدادي 2000 و2010.

### تعداد عام 2000
بلغ عدد سكان أمالغا 427 نسمة بحسب تعداد عام 2000، وبلغ عدد الأسر 119 أسرة وعدد العائلات 106 عائلة مقيمة في البلدة. في حين سجلت الكثافة السكانية 45.7 نسمة لكل كيلومتر مربع (118.4/ميل2). وبلغ عدد الوحدات السكنية 123 وحدة بمتوسط كثافة قدره 13.2 لكل كيلومتر مربع (34.2/ميل2).
وتوزع التركيب العرقي للبلدة بنسبة 93.91% من البيض و0.47% من الأمريكيين ذوي الأصول الآسيوية و0.23% من سكان جزر المحيط الهادئ و4.92% من الأعراق الأخرى و0.47% من عرقين مختلطين أو أكثر و9.84% من الهسبانيون أو اللاتينيون من أي عرق.
بلغ عدد الأسر 119 أسرة كانت نسبة 61.3% منها لديها أطفال تحت سن الثامنة عشر تعيش معهم، وبلغت نسبة الأزواج القاطنين مع بعضهم البعض 81.5% من أصل المجموع الكلي للأسر، ونسبة 4.2% من الأسر كان لديها معيلات من الإناث دون وجود شريك، بينما كانت نسبة 3.4% من الأسر لديها معيلون من الذكور دون وجود شريكة وكانت نسبة 10.9% من غير العائلات. تألفت نسبة 10.9% من أصل جميع الأسر من عدة أفراد يعيشون في نفس المنزل ونسبة 5% كانت تتألف من شخص يعيش بمفرده يبلغ من العمر 65 عاماً أو أكثر. وبلغ متوسط حجم الأسرة المعيشية 3.59، أما متوسط حجم العائلات فبلغ 3.87.
بلغ العمر الوسطي للسكان 26.9 عاماً. وكانت نسبة 39.8% من القاطنين تحت سن الثامنة عشر، وكانت نسبة 8.4% بين الثامنة عشر والرابعة والعشرين عاماً، ونسبة 30.9% كانت واقعةً في الفئة العمرية ما بين الخامسة والعشرين والرابعة والأربعين عاماً، ونسبة 12.9% كانت ما بين الخامسة والأربعين والرابعة والستين، ونسبة 8% كانت ضمن فئة الخامسة والستين عاماً فما فوق. يوجد لكل 100 أنثى 93.2 ذكر، ويوجد لكل 100 أنثى في الثامنة عشر من عمرها فما فوق 104.0 ذكر.
بلغ متوسط دخل الأسرة في البلدة 42,143 دولارًا، أما متوسط دخل العائلة فبلغ 44,375 دولارًا. وكان متوسط دخل الذكور 37,500 دولارًا مقابل 21,607 دولارًا للإناث. وسجل دخل الفرد الخاص بالبلدة 14,106 دولارًا. وكانت نسبة 7.5% من العائلات ونسبة 9.2% من السكان تحت خط الفقر، وكان من هؤلاء نسبة 13.7% تحت سن الثامنة عشر ونسبة 5% في الخامسة والستين من العمر وما فوق.

### تعداد عام 2010
بلغ عدد سكان أمالغا 488 نسمة بحسب تعداد عام 2010، وبلغ عدد الأسر 135 أسرة وعدد العائلات 119 عائلة مقيمة في البلدة. في حين سجلت الكثافة السكانية 52.2 نسمة لكل كيلومتر مربع (135.2/ميل2). وبلغ عدد الوحدات السكنية 146 وحدة بمتوسط كثافة قدره 15.6 لكل كيلومتر مربع (40.4/ميل2).
وتوزع التركيب العرقي للبلدة بنسبة 89.34% من البيض و0.82% من الأمريكيين الأصليين و0.61% من الأمريكيين ذوي الأصول الآسيوية و6.56% من الأعراق الأخرى و2.66% من عرقين مختلطين أو أكثر و10.66% من الهسبانيون أو اللاتينيون من أي عرق.
بلغ عدد الأسر 135 أسرة كانت نسبة 50.4% منها لديها أطفال تحت سن الثامنة عشر تعيش معهم، وبلغت نسبة الأزواج القاطنين مع بعضهم البعض 80% من أصل المجموع الكلي للأسر، ونسبة 3% من الأسر كان لديها معيلات من الإناث دون وجود شريك، بينما كانت نسبة 5.2% من الأسر لديها معيلون من الذكور دون وجود شريكة وكانت نسبة 11.9% من غير العائلات. تألفت نسبة 8.1% من أصل جميع الأسر من عدة أفراد يعيشون في نفس المنزل ونسبة 3% كانت تتألف من شخص يعيش بمفرده يبلغ من العمر 65 عاماً أو أكثر. وبلغ متوسط حجم الأسرة المعيشية 3.61، أما متوسط حجم العائلات فبلغ 3.87.
بلغ العمر الوسطي للسكان 27.3 عاماً. وكانت نسبة 38.9% من القاطنين تحت سن الثامنة عشر، وكانت نسبة 10% بين الثامنة عشر والرابعة والعشرين عاماً، ونسبة 23.2% كانت واقعةً في الفئة العمرية ما بين الخامسة والعشرين والرابعة والأربعين عاماً، ونسبة 19.1% كانت ما بين الخامسة والأربعين والرابعة والستين، ونسبة 8.8% كانت ضمن فئة الخامسة والستين عاماً فما فوق. وتوزع التركيب الجنسي للسكان بنسبة 50% ذكور و50% إناث.

## وصلات خارجية
- The US50 - Cities and Towns in Utah State
- Utah Cities and Towns, Facts, Map, Flag, Colleges, Government, and More